# 陈国友
陈国友（1966年3月—），男，吉林长春人，中华人民共和国外交官，曾任中华人民共和国驻赤道几内亚共和国特命全权大使和中华人民共和国驻厄瓜多尔共和国特命全权大使。

## 生平
1991年，进入中华人民共和国外交部工作，先后在外交部西欧司、驻米兰总领事馆、驻意大利大使馆、外交部培训中心、外交部干部司任职。2006年，任驻意大利大使馆参赞。2012年，任外交部欧洲司参赞。2014年，升任外交部欧洲司副司长。2017年1月，出任中华人民共和国驻赤道几内亚大使。2019年4月，出任中华人民共和国驻厄瓜多尔大使。2025年5月，自驻厄瓜多尔大使离任。

## 荣誉
外国勋章奖章
- 奥诺拉托·巴斯克斯大十字勋章（厄瓜多尔，2023年11月13日于基多颁发[5]）

## 家庭
已婚，有一女。